# Dykgruppbåt
Dykgruppbåt (DGB) är en svenskutvecklad farkost som kan transportera upp till sex attackdykare och deras utrustning på och under vattenytan. Attackdykarna ingår i amfibiebataljonens kustjägarkompani för framskjuten underrättelseinhämtning. Farkosten ger förbandet en större kapacitet vad avser räckvidd, utrustning och uthållighet. Farkosten har utvecklats och byggs av JFD Sweden AB på Rindö utanför Vaxholm och har engelsk typbenämning: The SEAL SDV (swimmer delivery vehicle).
Under sommaren 2008 genomfördes flera serier med tekniska och taktiska prov vid Amfibieregementet (Amf 1) som stöttat projektet med ett provturskommando. DGB:n räckvidd är upp till 200 nautiska mil vilket innebär att räckvidden för attackdykare tiofaldigas. DGB:n kan färdas i tre olika lägen, dels på ytan i en hastighet över 30 knop, dels i ett mellanläge fortfarande framdriven av dieseldriven vattenjet, i en hastighet av åtta knop och slutligen under ytan i fem knops fart. Då framdriven av tystgående elmotorer.
Dykgruppbåten har varit föremål för demonstration inför ett tiotal utländska försvarsmaktsföreträdare. DGB:n har 2010 beställts av Försvarsmakten.

## Data
- Längd: 10,3 m
- Höjd: 2,1 m
- Vikt: 3 800 kg
- Motor: MTU diesel 235 kW/320 hp
- Bränslekapacitet: 300 l
- Lastkapacitet: 1 000 kg
- Hastighet: 30 knop i ytläge
- Mellanläge: 8 knop
- U-läge: 5 knop
- Verkningsradie: 200 nm (yt- och mellanläge), ca 370 km
- Undervattensläge: cirka 2 tim